# زهر مار
زهر مار (انگلیسی: Snake venom) نوعی بزاق بسیار تغییریافته شامل سم جانوری است که بی‌حرکت کردن و هضم شکار و همچنین دفاع در برابر تهدیدها را تسهیل می‌کند. این زهر توسط نیش‌دندان‌های ویژه‌ای پس از گزش تزریق می‌شود و برخی گونه‌ها همچنین قادر به تف کردن زهرشان هستند.